# Synaptocochlea concinna
Synaptocochlea concinna är en snäckart. Synaptocochlea concinna ingår i släktet Synaptocochlea och familjen pärlemorsnäckor. Inga underarter finns listade i Catalogue of Life.